# Nanatsoho
Els nanatsoho eren una tribu d'amerindis dels Estats Units que vivien a la frontera d'Arkansas, Oklahoma, i Texas.

## Història
Els nanatsoho formaven part de la branca Kadohadacho de la Confederació Caddo. Cap a finals del segle xvii i principis del xviii es van establir al llarg de la gran corba del riu Red, en els actuals comtats de Bowie i Red River.
L'aventurer francès Henri Joutel fou el primer europeu conegut que contactà amb els nanatsoho en 1687.
En 1719 l'explorador francès Jean-Baptiste Bénard de la Harpe es trobà amb caps nanatsoho a la vila nasoni. El 7 d'abril de 1719 La Harpe arribà al seu assentament al marge nord del riu Red, a l'actual Oklahoma. Vivien entre els nasoni i kadohadacho. El seu assentament era prop d'un gual, i els caçadors nanatsoho tenien un excel·lent accés als bisons, castors, i ossos negree, prop d'afluents del riu Red.
En última instància, s'assimilaren a altres tribus kadohadacho en el segle xix. Actualment estan registrats com a membres de la tribu reconeguda federalment Nació Caddo d'Oklahoma.

## Sinonímia
La tribu també és coneguda com els Natsoho, Natsoo, Natsoto, Nadsoo, Natsvto, i Nathosos.

## Toponímia
Nanatsoho Springs a Texas va rebre el nom per la tribu.